# Roberto Ampuero
Œuvres principales
Quand nous étions révolutionnaires
Roberto Ampuero, né le 20 février 1953 à Valparaíso, est un écrivain, scénariste et homme politique chilien spécialisé dans le roman policier. 
Après le coup d'État du 11 septembre 1973, il doit fuir le Chili pour vivre en Allemagne de l'Est, à Cuba et aux États-Unis avant de retourner au Chili et d’assurer entre 2013 et 2014, la fonction de ministre de la Culture sous le gouvernement conservateur de Sebastián Piñera.

## Biographie

### Exil à Cuba (1973-1979)
À la suite de la prise de pouvoir d'Augusto Pinochet le 11 septembre 1973, Roberto Ampuero, alors étudiant en lettres et membre des Jeunesses communistes, s'exile en Allemagne de l'Est puis à Cuba. Il y termine ses études, y épouse Margarita Cienfuegos, la fille du procureur cubain Fernando Flores Ibarra et y réside jusqu'en 1979. Bien que son mariage « lui vaut d'être admis dans le cercle des privilégiés du régime cubain ». 
Le couple s'installe dans une villa du quartier résidentiel de Miramar, à La Havane. La villa est décorée de tableaux de maître renferme des livres interdits à Cuba. Deux serviteurs sont présents, Fidel Castro effectue parfois une visite. Lors du mariage, la nomenklatura du régime castriste est présente. D'après Libération, Manuel Piñeiro, chef du service d'espionnage cubain, assiste à la cérémonie et indique à Roberto Ampuero : « Ne t’inquiète pas si tu es suivi, mon petit, ici on suit tout le monde. Marie-toi comme tu en as l’occasion, vis comme il faut et comporte-toi bien, mais pas trop, parce que ça fait mal ». Roberto Ampuero découvre les réalités du régime cubain « de ses absurdités, de la pénurie générale, des torsions idéologiques, du manque de liberté surtout ». Il divorce et vit alors en marginal. Il se lie d'amitié avec un autre exclu Heberto Padilla .
Selon Le Point, Roberto Ampuero aurait été détenu dans les unités militaires d'aide à la production, camps de travail mis en place par le régime castriste entre 1965 et 1968 comme alternative au service militaire. Il décrirait cette expérience dans son ouvrage Quand Nous étions révolutionnaires indiquant que les viols étaient également pratique courante. 

### Exil en Allemagne et aux États-Unis
Après avoir vécu successivement en Allemagne de l'Est, à Bonn, où il travaille comme journaliste, et en Suisse à partir de 1997, il s'installe aux États-Unis en 2000 et enseigne la littérature à l'Université de l'Iowa.

## Œuvre
Son héros, Cayetano Brulé, est un exilé cubain, bedonnant et quinquagénaire, qui exerce le métier de détective privé à Valparaíso avec Bernardo Suzuki, son assistant, fils d'un Japonais et d'une Chilienne. Les enquêtes de ce duo au Chili, mais également à Cuba, à Miami et même en Europe du Nord, rappellent par leur rythme les intrigues des romans de Georges Simenon, auteur pour qui Roberto Ampuero n'a jamais caché son admiration.
Roberto Ampuero a également publié des textes de littérature d'enfance et de jeunesse, notamment La Guerre des pêches (La guerra de los duraznos, 2001), dont l'action se déroule en 1974, sur les hauteurs de Valparaison, et raconte les aventures d'un groupe d'enfants qui s'apprêtent à affronter la bande rivale des Scorpions pour défendre une cabane où ils sont l'habitude de tenir des réunions secrètes. Or, le chef de la bande découvre un matin, à proximité des lieux, un homme blessé que les gamins hésitent à aider, ne sachant pas s'il s'agit d'un dangereux criminel ou d'une victime du régime d'oppression.

### Romans

#### SérieCayetano Brulé
- ¿Quién mató a Cristián Kustermann? (1993) - Prix El Mercurio du roman Publié en français sous le titre L'Affaire Kustermann, traduit par Bernard Cucchi, Paris, 10/18, coll. « Grands détectives » no 3551, 2003 (ISBN 2-264-03685-0)
- Boleros en La Habana (1994) Publié en français sous le titre Boléros à La Havane, traduit par Bernard Cucchi, Paris, 10/18, coll. « Grands détectives » no 3552, 2003 (ISBN 2-264-03881-0)
- El alemán de Atacama (1996) Publié en français sous le titre Le Rêveur de l'Atacama, traduit par Bernard Cucchi, Paris, 10/18, coll. « Grands détectives » no 3621, 2004 (ISBN 2-264-03791-1)
- Cita en el Azul Profundo (2001) Publié en français sous le titre Le Café Azul profundo, traduit par Bernard Cucchi, 10/18, coll. « Grands détectives » no 3799, 2005 (ISBN 2-264-03881-0)
- Halcones de la noche (2005)
- El caso Neruda (2008)
- Bahía de los misterios (2013)

#### Romans de littérature d'enfance et de jeunesse
- El hombre golondrina (1997)
- La guerra de los duraznos (2001) Publié en français sous le titre La Guerre des pêches, traduit par Dominique Delord, Arles, Actes Sud Junior, 2008 (ISBN 978-2-7427-7424-1)

#### Autres romans
- Nuestros años verde olivo (1999) Publié en français sous le titre Quand Nous étions révolutionnaires, préface de Mario Vargas Llosa. Traduit de l’espagnol (Chili) par Anne Plantagenet, Paris, Éditions Jean-Claude Lattès, 2013 (ISBN 978-2-7096-3942-2)
- Los amantes de Estocolmo (2003), roman psychologique dont le héros est un auteur de roman policier
- Pasiones griegas (2006)
- La otra mujer (2010)
- El último tango de Salvador Allende (2012)

### Essai
- La historia como conjetura. La narrativa de Jorge Edwards (2006), essai

### Filmographie

#### En tant que scénariste
- Brigada Escorpión, la première série policière de la télévision chilienne

## Sources
- Claude Mesplède, Dictionnaire des littératures policières, vol. 1 : A - I, Nantes, Joseph K, coll. « Temps noir », 2007, 1054 p. (ISBN 978-2-910-68644-4, OCLC 315873251), p. 78-79.